# Potoczna
Potoczna – kolonia w Polsce położona w województwie zachodniopomorskim, w powiecie choszczeńskim, w gminie Krzęcin. W latach 1975–1998 miejscowość administracyjnie należała do województwa gorzowskiego. Liczy 7 mieszkańców (2012). Miejscowość wchodzi w skład sołectwa Granowo.
Kolonia leży ok. 2,5 km na północny zachód od Granowa.